# Grgetići
Grgetići – wieś w Chorwacji, w żupanii zagrzebskiej, w gminie Žumberak. W 2011 roku pozostawała niezamieszkana.